# Bougou
Bougou è un arrondissement del Benin situato nella città di Djougou (dipartimento di Donga) con 29 994 abitanti (dato 2002).